# Brik-II (satelliet)
De Brik-II is een CubeSat-nanosatelliet en de eerste militaire satelliet van Nederland. Brik-II zal de Koninklijke Luchtmacht voorzien van inlichtingen betreffende navigatie, communicatie en aardobservatie.

## Ontwikkeling
De bouw van de satelliet werd op 30 november 2017 geformaliseerd toen de Commandant Luchtstrijdkrachten luitenant-generaal Dennis Luyt een contract met het Delftse ruimtevaartbedrijf ISISpace, het Nederlands Lucht- en Ruimtevaartcentrum en de TU Delft ondertekende voor de ontwikkeling en lancering van Brik-II.
Vanwege het toenemende militaire belang van de ruimte ging de Koninklijke Luchtmacht vanaf 2017 een samenwerking aan met het Delftse ruimtevaartbedrijf ISISpace, het Nederlands Lucht- en Ruimtevaartcentrum en de TU Delft. Deze experimentele samenwerking heeft geleid tot de ontwikkeling van de Brik-II-satelliet en heeft in beginsel het opdoen van (militaire) ervaring in het ruimtedomein. Daarnaast dient de ontwikkeling de relevantie van nano-satellieten ten behoeve van (militaire) communicatie- en informatietoepassingen te bewijzen.
Naast de bovenstaande partners is de luchtmacht tijdens de ontwikkeling nauw opgetrokken met de Universiteit van Oslo. De lancering van twee nieuwe militaire satellieten die zijn ontwikkeld in samenwerking met Noorwegen staat gepland voor 2022.

## Naamgeving
De naam Brik-II is een verwijzing naar 'De Brik', het eerste vliegtuig van de Luchtvaartafdeeling dat in 1913 gebouwd werd door Marinus van Meel.

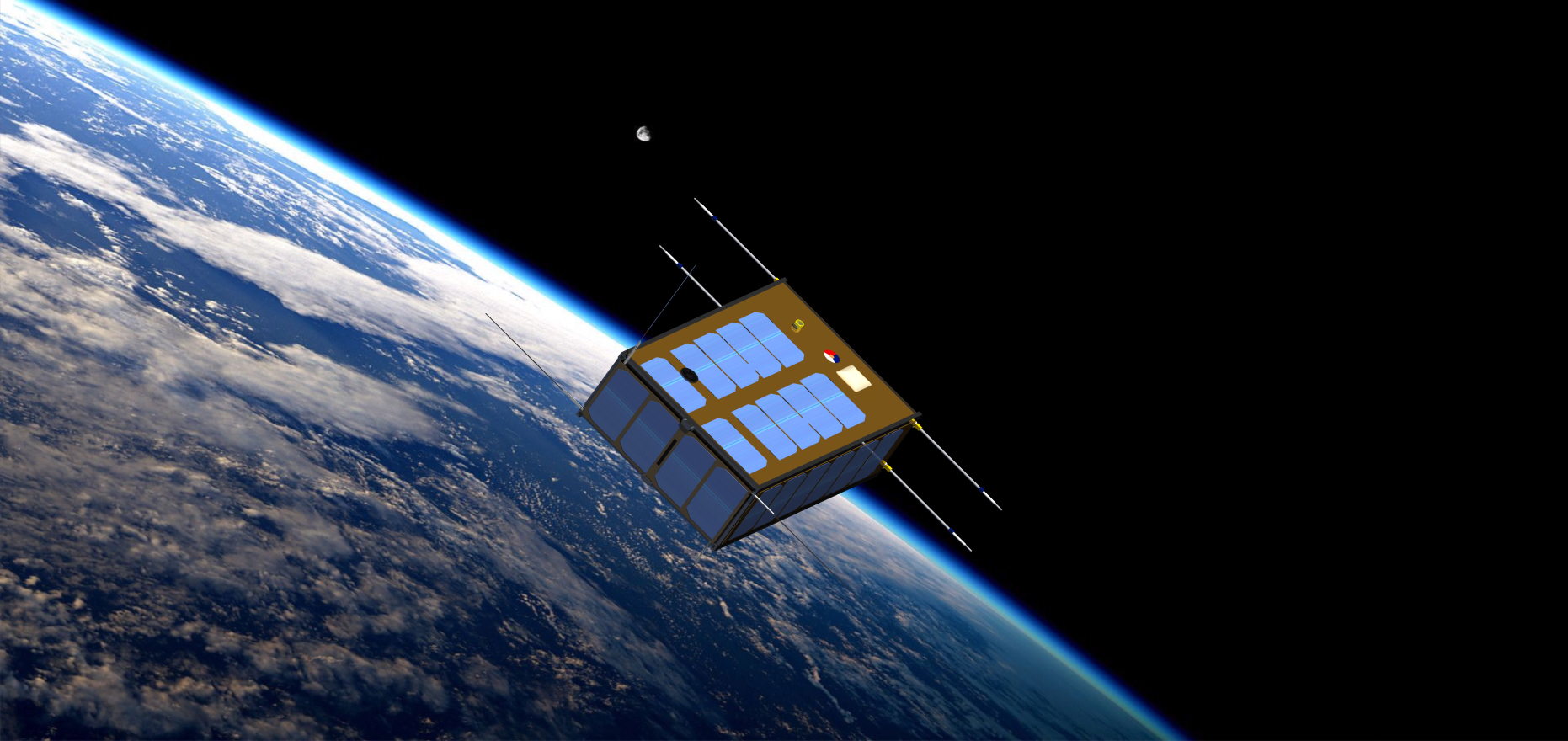
Concepttekening van de Brik-II

## Lancering
De lancering stond oorspronkelijk gepland voor 2019 maar door vertragingen tijdens de ontwerpfase werd dat uitgesteld tot 30 juni 2021. De satelliet is samen met zes andere cubesats gelanceerd tijdens de eerste commerciële missie van het Amerikaanse private ruimtevaartbedrijf Virgin Orbit.
De lancering is uitgevoerd met een air to orbit raket, de LauncherOne, die door Cosmic Girl, een gemodificeerde Boeing 747-41R, op een hoogte van ongeveer 10 kilometer werd losgelaten waarna de raket op eigen kracht een baan om de Aarde bereikte. Cosmic Girl steeg op van Mojave Air and Space Port en de raket werd om 14:47 UTC even ten zuiden van de Channel Islands losgelaten. Het betrof de eerste commerciële lancering van Virgin Orbit. Deze werd georganiseerd via hun extra beveiligde lanceerservice VOX Space dat International Traffic in Arms Regulations (ITAR)-gevoelige vrachten boekt.